# Mikko Ollikainen
Mikko Karl Antero Ollikainen, född 24 november 1977 i Malax, är en finländsk politiker (Svenska folkpartiet). Han är ledamot av Finlands riksdag sedan 2019.
Ollikainen blev invald i riksdagsvalet 2019 med 7 755 röster från Vasa valkrets. Han omvaldes i riksdagsvalet 2023 med 5 397 röster.